# Бугенвільська кампанія

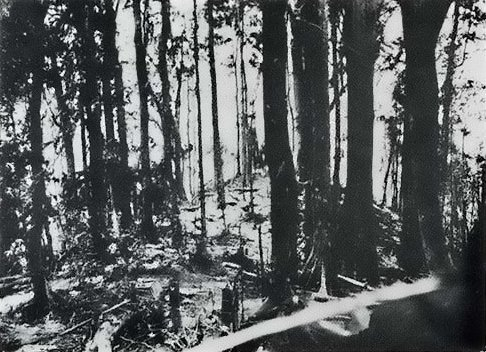
Висота 260 під обстрілом артилерії дивізії «Америкал», 19 березня 1944 року

Бугенвільська кампанія (англ. Bougainville Campaign, яп. ブーゲンビル島の戦い Бу: генбіру-то: но татакаї) — бойові дії, що відбувалися між військами Японської імперії та військами Союзників в період з 1 листопада 1943 по 21 серпня 1945 року на острові Бугенвіль та його околицях в південній частині Тихого океану в період Другої Світової війни.
На той момент острів Бугенвіль входив в склад австралійської мандатної території Нова Гвінея, хоча географічно був частиною архіпелагу Соломонові острови. Тому бугенвільська кампанія розглядається як складова більш значної кампанії на Соломонових островах, а також як частина Новогвінейської кампанії.
В березні-квітні 1942 року японські сили окупували Бугенвіль і почали будівництво злітної смуги та морської бази в Буїні в південній частині острова, аеродром на острові Бука на північ від Бугенвіля
, військово-морської бази поблизу Шортлендських островів. Таким чином японські бази забезпечували захист і безпеку свого головного плацдарму в Рабаулі, Нова Британія, і підтримку своїх гарнізонів на Соломонових островах.
Кампанія проходила на Північних Соломонових островах у два етапи. Перша фаза, під час якої американські війська висадилися та утримували периметр навколо плацдарму біля мису Торокіна, тривала з листопада 1943 по листопад 1944 р. Друга фаза, під час якої переважно австралійські війська пішли в наступ, вичищаючи осередки голодуючих, ізольованих японський військ, тривав з листопада 1944 року до серпня 1945 року, коли останні японські солдати на острові здалися. Під час останньої фази кампанії австралійські війська просувалися на північ до півострова Боніс і на південь до основної японської фортеці навколо Буїна, хоча війна закінчилася до того, як ці два анклави були повністю знищені.

## Плани союзників

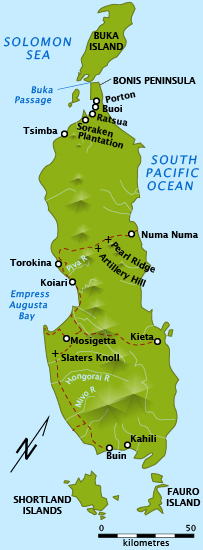
Карта із зображенням місць ключових битв на Бугенвілі протягом 1944–45 років

Знищення основної японської бази в Рабаулі було кінцевою метою наступу союзників на Соломонових островах. Щоб досягти цього, була розробена операцію «Катвіл». До 1943 року Рабаул був у радіусі дії важких бомбардувальників союзників, але для легких бомбардувальників і винищувачів супроводу потрібен був ближчий аеродром. Таким чином, весь острів Бугенвіль не потрібно було займати; було достатньо рівної ділянки землі для підтримки авіабази. За словами історика Семюеля Еліота Морісона, це «було єдиною причиною, чому була поставлена задача захопити частину Бугенвіля: створити передові аеродроми для ударів по Рабаулу».
Район навколо мису Торокіна визначено прийнятним місцем висадки і розташуванням майбутньої авіабази союзників. Японські сили тут були незначні і вони не мали аеродрому. Бухта Імператриці Августи мала певну захищену якірну стоянку, а фізичні бар’єри на схід від мису – наприклад, гірські хребти та густі джунглі – означали, що контратака була б за межами можливостей японців тижнями, якщо не місяцями, що дозволило б військам США організуватися після висадки та дало б їм достатньо часу для встановлення міцного периметра. Підготовка до висадки на мисі Торокіна отримала назву операції «Cherry Blossom» (Цвіт вишні).
Бугенвіль лежав у південно-західній частині Тихого океану, тому операції номінально проходили під командуванням генерала Дугласа Макартура, чий штаб знаходився в Брісбені, Австралія. Хоча Макартур мав схвалювати всі основні рішення, він передав планування та оперативний контроль адміралу Вільяму Голсі, командувачу Третього флоту США зі штаб-квартирою в Нумеа на Новій Каледонії. У середині жовтня Голсі призначив 1 листопада 1943 року датою вторгнення на Бугенвіль.
На початку жовтня японцям стало зрозуміло, що союзники планують подальший наступ після захоплення Нової Джорджії, хоча мета була невизначеною. Командувач японського об'єднаного флоту адмірал Мінеїті Кога, відправив усі свої літаки-бомбардувальники з Трука в Рабаул. Ці літаки мали б об’єднатися з уже наявними наземними військово-повітряними силами та бомбити союзницькі бази та шляхи постачання в рамках плану, який японці назвали «Операція RO». Зрештою, цей план досяг дуже небагато, окрім подальшого виснаження японської авіації, оскільки японська авіація зазнала великих втрат, що згодом перешкодило японській авіації завадити висадці військ США на островах Гілберта та Маршаллових островах.
Щоб заплутати японців щодо справжньої мети союзників, було здійснено два інших вторгнення. Острови Трежері, на південний захід від Шортлендських островів, були зайняті 27 жовтня новозеландськими військами під командуванням бригадного генерала Роберта Роу, і було здійснено тимчасову висадку на острів Шуазель, одному з головних островів Соломонового ланцюга.
Контр-адмірал Теодор Вілкінсон, командувач амфібійними силами Третього флоту, був призначений Голсі керувати висадкою на мисі Торокіна з борту свого флагманського корабля, штурмового транспорту "USS George Clymer". Кораблі під командуванням Вілкінсона мали висадити I морський десантний корпус під командуванням генерал-майора Александера Вандегріфта, переможця сухопутної кампанії на Гуадалканалі. Сили Вандегріфта, загалом 14 321 чоловік, складалися з 3-ї дивізії морської піхоти (підсиленої) під командуванням генерал-майора Аллена Х. Тернаджа, 37-ї піхотної дивізії армії США під командуванням генерал-майора Роберта С. Бейтлера та підрозділу передової військово-морської бази №. 7.

## Бойові дії

### Висадка на мисі Торокіна

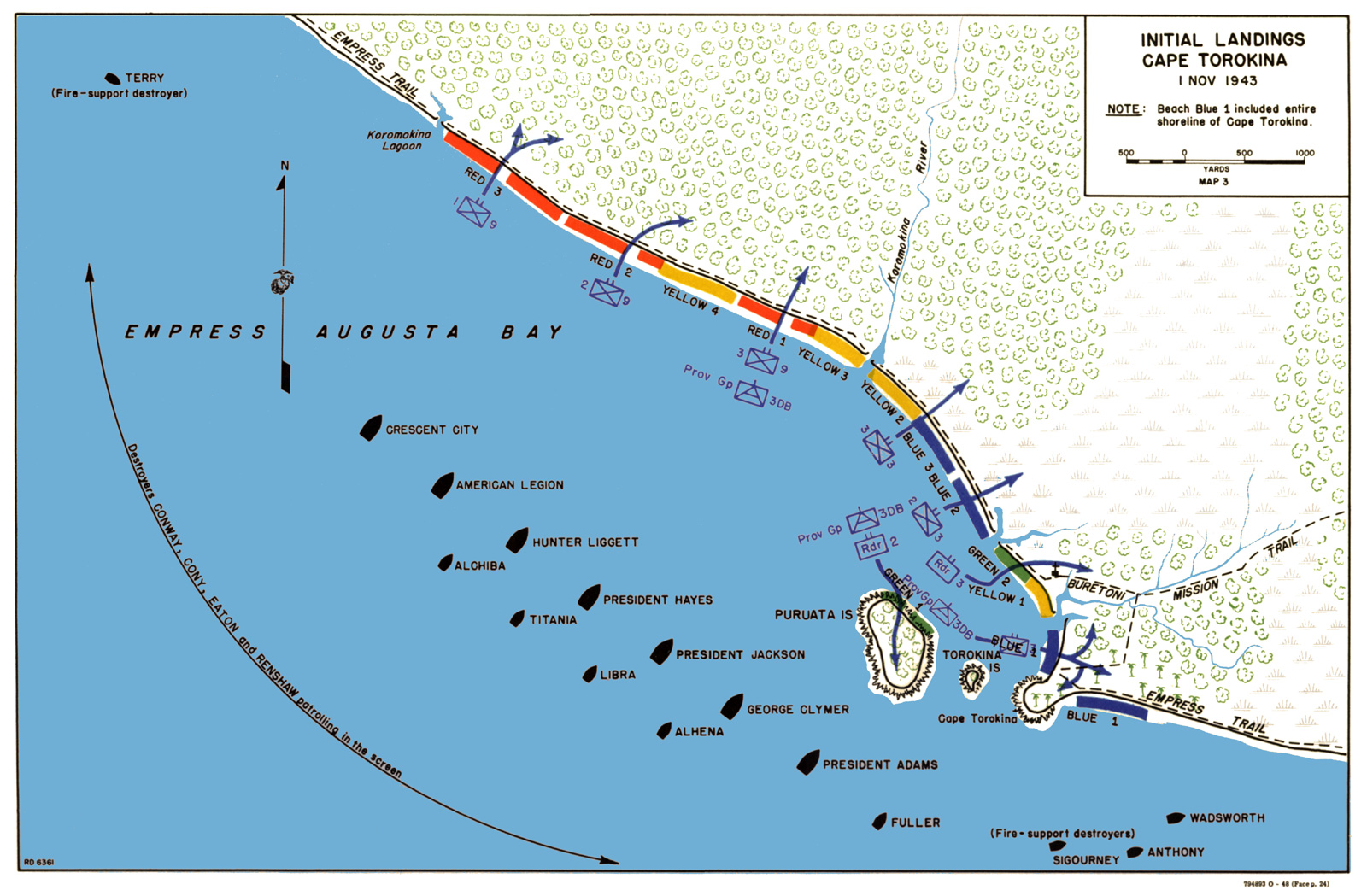
Висадка на пляж поблизу мису Торокіна

Три групи транспортів зійшлися в бухті Імператриці Августи вранці 1 листопада. Існуючі карти узбережжя Бугенвіля, якими володіли союзники, були дуже ненадійними картами німецького адміралтейства приблизно 1890-го року. Деякі виправлення були зроблені розвідувальними польотами та розвідкою підводних човнів.
З досвіду висадки на Гуадалканалі та на Новій Джорджиї адмірал Вілкінсон засвоїв важливий урок про необхідність швидкого розвантаження та відводу своїх повільних, уразливих транспортних засобів із зони висадки. З цією метою він завантажив свої транспорти лише наполовину, а вантажні кораблі – на чверть, і переконався, що 30% військ на березі допомагають у розвантаженні. Японці, захоплені зненацька, не змогли здійснити повітряний напад на флот вторгнення. Вілкінсон, вдячний за те, що його транспортні засоби змогли висадити майже весь військовий контингент і велику кількість матеріальних засобів, без японського повітряного нападу, наказав їм залишити територію перед заходом сонця.
Японські сили навколо району висадки були обмежені чисельністю не більше ніж взвод, оскільки вони не очікували атаки в цьому районі, а їхня система матеріально-технічного забезпечення була не в змозі забезпечувати більшу кількість солдат. Коли звістка про висадку дійшла до Рабаула, віце-адмірал Томосіґе Самедзіма, командувач Восьмим японським флотом, негайно посадив 1000 солдатів із II батальйону 54-го піхотного полку на п’ять транспортних есмінців у Рабаулі та відправив їх до мису Торокіна. Транспорти супроводжувала група з двох важких крейсерів, двох легких крейсерів і шести міноносців на чолі з віце-адміралом Сентаро Оморі. Під час нічного плавання до Торокіна японські кораблі були помічені американським підводним човном і, можливо, пошуковим літаком. Занепокоєний тим, що він втратив елемент несподіванки, Оморі зв’язався по радіо з Самедзімою, щоб попросити дозволу відправити повільні транспорти назад до Рабаула, але продовжити з бойовими кораблями атакувати американські транспорти, які, як він припускав, все ще були в затоці імператриці Августи. Самедзіма погодився, і Оморі посунув вперед своїми крейсерами та есмінцями.
У той же час контр-адмірал Стентон Меррілл прямував до затоки з чотирма легкими крейсерами і вісьмома міноносцями. Обидва війська зустрілися рано вранці 2 листопада в битві в затоці Імператриці Августи, в якій японці втратили легкий крейсер «Сендай» і есмінець «Хацукадзе».
Адмірал Кога не хотів ризикувати своїми дорогоцінними авіаносцями, тому він вирішив відправити сім важких крейсерів до Рабаула. Вони прибули 3 листопада. Звістка про прибуття крейсерів у район бойових дій дуже стурбувала Голсі: плацдарм Бугенвіль був ще досить вразливим, і у нього не було важких крейсерів, які б протистояли бомбардуванню. Пішовши на величезну авантюру, він наказав єдиній авіаносній силі під своїм безпосереднім командуванням, оперативній групі 38 під командуванням контр-адмірала Фредеріка К. Шермана, пошкодити або потопити якомога більше бойових кораблів в Рабаулі. Авіаційний удар, який був завданий 5 листопада з авіаносця Шермана «Саратога» та легкого авіаносця «Прінстон» у супроводі винищувачів наземного базування командування «Ейр Соломонс» і супроводжувався наземними літаками П’ятої повітряної армії — не потопив жодного корабля, але завдав достатньо шкоди, щоб переконати Когу відвести важкі крейсери, не маючи змоги атакувати плацдарм.
Другий наліт було здійснено 11 листопада за допомогою літаків з авіаносців Essex, Bunker Hill та Independence разом із значною кількістю наземних бомбардувальників B-24. Бомбардувальники виявилися неефективними, але палубна авіація досягла певного успіху, потопивши есмінець і пошкодивши три есмінці та два крейсери.

### Листопад 1943: розширення плацдарму

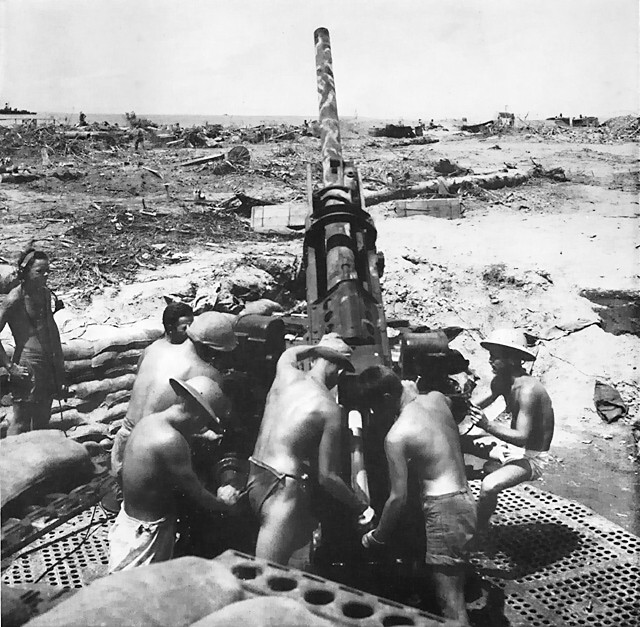
Зенітники на мисі Торокіна

Оборона та розширення плацдарму на мисі Торокіна включала тривалу та запеклу війну в джунглях, з багатьма жертвами через малярію та інші тропічні хвороби. За винятком патрульних зіткнень, усі основні бої за розширення плацдарму відбувалися в секторі морської піхоти. З 6 по 19 листопада полк 3-ї дивізії морської піхоти та 37-ма піхотна дивізія армії США були висаджені, і плацдарм поступово почав розширюватися. З третьої спроби японці успішно висадили чотири міноносці з військовими за східну межу американського плацдарму до світанку 7 листопада. Незважаючи на присутність морських човнів, що працюють з острова Пуруата, японці здійснили цю висадку непомітно для американців. Тим не менш, наступного дня морські піхотинці знищили ці підрозділи в битві біля лагуни Коромокіна. У поєднанні з десантними силами японський 23-й піхотний полк, який був приписаний до 6-ї дивізії, також почав наступати на війська США з певним успіхом 7 листопада, перш ніж був відбитий наступного дня.
Частини двох штурмових батальйонів морської піхоти відтіснили японців, які блокували Півську гілку маршруту Нума-Нума під час битви за маршрут Піва 8–9 листопада. Потім морські піхотинці вибрали в цьому районі місця для двох злітно-посадкових смуг (злітна смуга на пляжі вже будувалася). Також 9 листопада генерал-майор Рой Гейгер прийняв командування I морським десантним корпусом Вандегріфта. Через чотири дні він прийняв від Вілкінсона командування всім районом плацдарму Торокіна. До цього часу «Периметр», як його називали, охоплював близько 7000 ярдів (6 400 м) пляжу і мав периметр близько 16 000 ярдів (14 630 м). Потрібно було розчистити шляхи до нових злітно-посадкових смуг, і Тернадж доручив це завдання 21-му полку морської піхоти. Японська засідка в цьому районі призвела до битви при Кокосовому гаю 13–14 листопада, яка закінчилася тим, що морські піхотинці захопили контроль над точкою перетину Нума Нума та східно-західних стежок.
На початку листопада японці здійснювали повітряні нальоти на війська США навколо мису Торокіна; однак до 17 листопада втрати були такими, що японська 1-ша авіаносна дивізія, яка налічувала 370 літаків, була відведена назад до Трука. Таким чином, війська США змогли поступово розширити свій периметр до 5,0–6,2 миль (8–10 км), зрештою захопивши два аеродроми, за допомогою яких вони згодом могли розпочати власні атаки на Рабаул. Після цього японські війська на Бугенвілі були фактично ізольовані.

### Грудень 1943: охорона периметра
У надзвичайно складних умовах військово-морські будівельні батальйони (CB або Seabees) і група новозеландських інженерів виконували роботи на трьох злітно-посадкових смугах. Смуга винищувачів на пляжі була першою, яка почала штатну роботу, перші польоти відбулися 10 грудня. Командування японської армії в Рабаулі було впевнене, що союзники рухатимуться далі від Торокіни; Імамура наказав зміцнити оборону в Буїні, на південному краю Бугенвіля.
У листопаді та грудні японці розмістили польову артилерію на височині навколо плацдарму, зосередженого на групі пагорбів уздовж річки Торокіна з видом на східний периметр. Вони обстрілювали плацдарм, цілячи по злітно-посадкових смугах і складах припасів. 3-тя дивізія морської піхоти розширила свої лінії оборони, щоб захопити пагорби в серії операцій, які тривали з 9 по 27 грудня. Один пагорб, який отримав назву «Hellzapoppin Ridge», був природною фортецею. З видом на пляж він мав довжину 300 футів (91 м), мав круті схили та вузький гребінь. Японці побудували позиції на зворотних схилах, використовуючи природний і штучний камуфляж. 21-й полк морської піхоти атакував «Hellzapoppin Ridge», але був вибитий 12 грудня. Кілька авіаційних ударів повністю оминули вузький хребет. Зрештою, скоординовані авіаційні, артилерійські та піхотні атаки призвели до захоплення хребта 18 грудня. У наступні дні 21-й полк морської піхоти також брав участь у боях навколо Пагорба 600A, який був захоплений 24 грудня 1943 року.
15 грудня I морський десантний корпус і генерал Гейгер були замінені XIV корпусом армії США на чолі з генерал-майором Оскаром В. Грізволдом, переможцем сухопутної кампанії на острові Нова Джорджія. 28 грудня 3-я дивізія морської піхоти, виснажена через те, що більшість боїв точилася в її секторі, була замінена Американською дивізією армії під командуванням генерал-майора Джона Годжа. Тоді 37-ма дивізія (армія) була передана XIV корпусу Грізволда.

### Січень-лютий 1944: оточення Рабаула
Між 12 жовтня і 2 листопада важкі бомбардувальники Об’єднаних військово-повітряних сил генерала Джорджа Кенні в південно-західній частині Тихого океану вже кілька разів атакували Рабаул. Значної шкоди було завдано наземним установкам, хоча японці адаптувалися, перемістивши авіаційні засоби під землю. Лише методом низького польоту, таким як бомбардування з пікірування та планування, могли досягти точності, необхідної для знищення цих установок, а також для нейтралізації зенітної зброї та атакуючих суден у гавані. Щоб досягти цього, союзники почали будівництво кількох злітно-посадкових смуг на Бугенвілі, які дозволять їм використовувати менші та більш маневрені літаки проти Рабаула. Винищувальна смуга на пляжі в Торокіні розпочала роботу 10 грудня, тоді як внутрішня бомбардувальна смуга «Півський дядько» відкрилася на Різдво, а внутрішня бойова смуга «Півське ярмо» — 22 січня.
20 листопада генерал Ральф Дж. Мітчелл з військового флоту США перейняв командування всіма літаками наземного базування на театрі, який отримав назву Air Command, Solomons (AirSols). Після того, як три злітно-посадкові смуги в периметрі Торокіна стали повністю функціональними, Мітчелл переніс туди штаб-квартиру AirSols з Мунди на острові Нова Джорджія. Перші нальоти літаків AirSols мали обмежений успіх. Японський зенітний вогонь, особливо з кораблів, значно покращився після нальотів Кенні та завдав значної шкоди літакам. Американці розробили нові формування та тактику, що призвело до дедалі більшого виснаження серед японських винищувачів. Японський флот більше не міг ризикувати, піддаючи свої кораблі невпинним повітряним атакам, і наприкінці січня Кусака заборонив будь-яке судноплавство, крім барж із гавані Сімпсон, що усунуло будь-яку морську загрозу для плацдарму Торокіна.
Об'єднаний комітет начальників штабів визначив, що Рабаул повинен був бути оточений із вторгненням на Острови Адміралтейства та Кавіенг в північній частині острова Нова Ірландія, яке мало розпочатися не раніше 1 квітня. Бажаючи зберегти наступальний імпульс, Голсі не бажав залишати свої сили бездіяльними до того часу. З цією метою та щоб забезпечити ще один аеродром поблизу Рабаула, Голсі наказав своїм амфібійним силам вторгнутися на Зелені острови, групу невеликих коралових атолів приблизно в 115 милях на схід від Рабаула. Розвідувальні місії встановили, що корінні меланезійці були добре налаштовані по відношенню до європейців і були ображені японцями. У результаті планувальники союзників визначили, що жодних попередніх бомбардувань чи артобстрілів здійснюватися не буде.
Із захопленням Зелених островів японська база більше не була в змозі використовувати повітряні сили для втручання в атаки на Рабаул.

### Березень 1944: японська контратака
Хякутаке командував близько 40 000 військовослужбовців 17-ї армії. У південній частині острова також було близько 20 000 військовослужбовців під командуванням віце-адмірала Томосіге Самедзіми. Один із підрозділів під командуванням Хякутаке, 6-та піхотна дивізія під командуванням генерал-лейтенанта Масатане Канда, вважався найсильнішим в японській імператорській армії. Спочатку Хякутаке був переконаний, що союзники мають намір залишитися назавжди в Торокіні, і в результаті зайняв оборонну позицію. Затримка японських наступальних дій, що виникла в результаті, дала Грісвольду достатньо часу, щоб розмістити своїх людей на відповідних оборонних позиціях.
У грудні 1943 року Хякутаке вирішив розпочати атаку на війська США по периметру, і протягом перших місяців 1944 року його штаб проводив необхідні приготування та будував плани. Атака Хякутаке задіяла б 12 000 чоловік 6-го піхотного полку плюс 3 000 резервістів. Його віра в остаточну перемогу була такою, що він планував взяти Грізвольда, який здався б, на злітно-посадковій смузі Торокіна 17 березня. Японці перетягнули польову артилерію, яку вони зібрали, на хребтах, що виходили на периметр оборони армії США. Грізволд вирішив, що краще дозволити японцям утримувати ці хребти, ніж розтягувати власні лінії, займаючи їх.
З американського боку Американська дивізія Годжа та 37-ма піхотна дивізія Бейтлера обороняли периметр, тоді як 3-й батальйон морської оборони та 49-й береговий артилерійський батальйон армії США захищали плацдарм. З досвіду боїв на Новій Джорджії Грізволд зрозумів, що очікування нападу японців було набагато надійнішим шляхом до перемоги, ніж проведення власних наступальних операцій у джунглях.
9 березня Хякутаке розпочав операцію, щоб вибити американців із Бугенвіля, і його людям вдалося захопити два пагорби, проте 37-ма дивізія відбила ці позиції вдень 12 березня. Грізволд віддав належне есмінцям, які забезпечували бомбардування японських позицій, придушуючи їх спроби надавати підкріплення.
Другий удар Хякутаке було відкладено до 12 березня. Японці просунулися через глибоку ущелину, щоб наблизитися до бойової смуги Piva Yoke, і в одній точці їм вдалося проникнути в периметр. Бейтлер відповів, відправивши танки та піхоту, щоб відбити їх. Крім того, японська артилерія, яка обстрілювала всі три американські злітно-посадкові смуги, була подавлена бомбардувальниками AirSols. Ця атака завершилася 13 березня. Хякутаке ще двічі намагався проникнути в периметр, 15 і 17 березня, але обидва рази був відкинутий. Японці здійснили останню атаку в ніч з 23 на 24 березня, яка досягла певного прогресу, але потім була відкинута. 27 березня американська дивізія відкинула японців від пагорба 260, і битва підійшла до завершення.
Під час Битви за Периметр літаки AirSols продовжували бомбити Рабаул, повністю зменшивши його наступальні можливості. За словами Морісона, «...AirSols завдавали щонайменше одного удару по Рабаулу щодня, якщо дозволяла погода. У середньому 85 тон бомб скидалося на цей район щодня з 20 лютого по 15 травня – загалом 7410 тон і майже 9400 вильоти».

### Австралійська фаза: 1944-1945
Вторгнення на Філіппіни було заплановане на січень 1945 року, але швидкі темпи перемог союзників у Тихому океані змусили Макартура перенести операцію на Філіппінах на жовтень 1944 року. Макартуру знадобилися всі сухопутні війська, які він міг отримати для висадки на Лейте, тому до середини липня Макартур вирішив вивести XIV корпус Грізволда з Бугенвіля на відпочинок і докомплектацію, щоб його замінити 2-м австралійським корпусом.
Австралійські військові вирішили провести агресивні операції на Бугенвілі з метою знищення японського гарнізону. Це рішення було мотивоване бажанням довести кампанію до завершення і таким чином звільнити війська для використання в інших місцях, звільнити територію Австралії та жителів острова від японського правління та продемонструвати, що австралійські сили відіграють активну роль у війні.
Другий австралійський корпус генерал-лейтенанта сера Стенлі Севіджа налічував трохи більше 30 000 чоловік. Він складалася з 3-ї австралійської дивізії (7-а , 15- та 29-та бригади) під командуванням генерал-майора Вільяма Бріджфорда, а також 11-ї та 23-ї бригад.
6 жовтня висадилися перші частини штабного загону 3-ї дивізії. До середини листопада 7-а бригада замінила 129-й і 145-й піхотні полки США. 22 листопада Севідж формально прийняв командування операціями союзників на Бугенвілі від Грізволда. До 12 грудня заміна американських військ на передовій австралійцями була завершена, і, за винятком кількох військовослужбовців, увесь американський контингент залишив острів до 1 лютого 1945 року.
Австралійці визначили, що японські сили на Бугенвілі, чисельністю приблизно 40 000 осіб, все ще мали приблизно 20% свого особового складу на передових позиціях, які були організовані в боєздатні формування, включаючи 38-му незалежну змішану бригаду та 6-ту дивізію генерала Канди. Наступальні операції австралійців розділилися на три окремих напрямки:
- на півночі 11-та бригада витіснила японців на вузький півострів Боніс і знищила їх;
- у центрі ворог мав бути відбитий від Перлового хребта, звідки можна було побачити обидва береги острова шириною 30 миль. Звідти можна розпочати патрулювання, щоб порушити японські комунікації вздовж східного узбережжя.
- основний австралійський похід мав відбуватися на півдні, де була розташована основна частина японських сил (6-та дивізія Канди).

Бойові операції на Бугенвілі завершилися капітуляцією японських військ на Бугенвілі 21 серпня 1945 року. На останньому етапі кампанії було вбито 516 австралійців і ще 1572 поранено. Одночасно було вбито 8 500 японців, тоді як хвороби та недоїдання вбили ще 9 800 японців, а близько 23 500 військових і робітників здалися в полон наприкінці війни.